# Гундер Олександр Йосипович
Гундер Олександр Йосипович (22 серпня (3 вересня) 1886, с. Михайлівка, Валківський повіт, Харківська губернія — 5 жовтня 1941, м. Харків) — український та радянський хімік, доктор хімічних наук (1939), професор (1925). Батько науковиці Ольги Гундер.

## Біографія
Здобув освіту у Харківському університеті у 1910 році.
У 1911 році став викладачем Харківського технологічного інституту.
В період з 1919 по 1925 роки займав посаду доцента.
З 1925 став завідувачем кафедри неорганічної та аналітичної хімії та обіймав цей пост до 1941 року.
Олександр Гундер помер 5 жовтня 1941 року у Харкові під час нальоту німецької авіації.

## Наукова діяльність
До кола наукових інтересів входять проблеми розроблення методів електроаналізу металів у неводних середовищах, уніфікації методів лабораторних досліджень палива, його теплотворній здатності, кінетиці реакцій омилення піролмонокарбонату ефірів, промислового методу одержання сірчистого заліза, утилізації відходів виробництва. Завдяки результатам досліджень Гундера створено новий апарат для контролю й очищення води, штатив з обертовим електродом для електролізу, калориметрична установка.

## Науковий доробок
- К вопросу об электроаналитическом определении и разделении металлов // Тр. Об-ва физ.-хим. наук. 1915. Т. 42, № 8; 1916. Т. 43, № 20 (співавт.);
- Чтение по начаткам химии. Х., 1925;
- Реакции обмыливания пиррол-монокарбоновых эфиров при 98,3–98,7° // Журн. Рос. физ.-хим. об-ва. 1926. Т. 48 (співавт.);
- Количественное определение электролизом и механизм восстановления нитратов // Бюл. Всесоюз. хим. об-ва. 1941. № 7 (співавт.).